# Nino Marcelli
Nino Marcelli [nino marčeli] (* 29. května 2005, Bratislava) je slovenský fotbalový záložník a mládežnický reprezentant, od roku 2022 hráč seniorské kategorie slovenského mužstva ŠK Slovan Bratislava. Nastupuje na pravém nebo levém kraji zálohy. Jeho vzorem je francouzský fotbalista Kylian Mbappé.

## Klubová kariéra
Svoji fotbalovou kariéru začal v týmu FKM Karlova Ves Bratislava ve čtyřech letech. V roce 2014 přestoupil v žácích do Slovanu Bratislava, kde již v mládeži nastupoval za vyšší kategorie, a v průběhu jarní části ročníku 2020/21 dostal možnost trénovat s A-mužstvem. V žácích téměř dva roky nehrál kvůli zranění, které si přivezl ze zkoušky v italském klubu AS Řím. V průběhu sezony 2022/23 hrál také za juniorku neboli rezervu Slovanu ve druhé nejvyšší souteži.

### ŠK Slovan Bratislava

#### Sezóna 2023/24
V létě 2023 absolvoval s "áčkem" soustředění v Rakousku, kde i nastoupil do přípravného zápasu se slovinským celkem NK Olimpija Lublaň. Se Slovanem postoupili přes lucemburský tým FC Swift Hesper (remíza 1:1 doma a výhra 2:0 venku) a celek HŠK Zrinjski Mostar z Bosny a Hercegoviny (výhra 1:0 venku a remíza 2:2 doma) do třetího předkola Ligy mistrů UEFA 2023/2024, ve kterém vypadli po prohrách 1:2 doma a 1:3 venku s izraelské mužstvo Makabi Haifa FC a byli přesunuti do čtvrtého předkola - play-off Evropské ligy UEFA 2023/2024, ve kterém nepostoupili po domácí výhře 2:1 a prohře 2:6 venku přes klub Aris Limassol z Kypru a kvalifikovali se tak do skupinové fáze Evropské Konferenční ligy UEFA 2023/2024. Se Slovanem Bratislava byli zařazeni do základní skupiny A, kde v konfrontaci s týmy Lille OSC (Francie) - (prohra 1:2 venku a remíza 1:1 doma), NK Olimpija Lublaň (Slovinsko) - (výhra 1:0 venku a prohra 1:2 doma) a KÍ Klaksvík (Faerské ostrovy) - (výhry doma i venku 2:1). skončili se ziskem deseti bodů na druhém místě tabulky a podruhé za sebou postoupili do jarní vyřazovací části této soutěže. V ní však vypadli se spoluhráči již v šestnáctifinále po prohrách 1:4 venku a 0:1 doma se Sturmem Graz z Rakouska. Celkem v tomto ročníku pohárové Evropy odehrál Marcelli osm střetnutí, v nichž gól nedal.
Ligový debut v dresu prvního mužstva Slovanu Bratislava absolvoval proti tehdejšímu nováčkovi ligy klubu FC Košice (remíza 0:0), nastoupil na 80 minut. 31. 7. 2023 uzavřel s vedením novou čtyřletou smlouvu. Svoji první ligovou branku za "áčko" bratislavského týmu zaznamenal 12. srpna 2023 v souboji s týmem MFK Skalica (výhra 2:1), když ve 21. minutě otevřel střelecký účet zápasu. Podruhé a potřetí v ročníku za první mužstvo skóroval v dohrávce čtvrtého kola proti Zemplínu Michalovce, když se při vysokém domácím vítězství 5:1 prosadil ve 4. a 23. minutě. Následně se trefil ve 13. kole hraném 4. listopadu 2023 v souboji s celkem MFK Dukla Banská Bystrica (výhra 4:1). V lednu 2024 jej deník SME.sk zařadil stejně jako Šimona Faška, Artura Gajdoše a bratry Lea a Mária Sauerovi mezi top pět mladých talentů fotbalu na Slovensku. Svůj šestý ligový gól v sezoně za "áčko" vsítil ve 20. kole proti ViOnu Zlaté Moravce – Vráble (výhra 4:1), když v 56. minutě zvyšoval na průběžných 4:0. 8. 3. 2024 vsítil ve 45. minutě jedinou a tudíž vítěznou branku v duelu s mužstvem MFK Ružomberok. Poosmé a podeváté v ročníku skóroval v zápasech s kluby FK Železiarne Podbrezová (výhra 2:1) a MŠK Žilina (výhra 3:0). Svůj desátý ligový gól v sezoně dal 4. května 2024 ve 30. kole v odvetném souboji s Žilinou (prohra 2:3). V jarní části ročníku 2023/2024 pomohl Slovanu Bratislava k šestému ligovému titulu v řadě a celkově jubilejnímu 30. v historii týmu.

#### Sezóna 2024/25
Se Slovanem postoupil na podzim 2024 přes severomakedonské mužstvo FC Struga (výhry 4:2 doma a 2:1 venku), klub NK Celje ze Slovinska (remíza 1:1 venku a výhra 5:0 doma), tým APOEL FC z kyperského města Nikósie (výhra 2:0 doma a remíza 0:0 venku) a celek FC Midtjylland z Dánska (remíza 1:1 venku a výhra 3:2 doma) z prvního předkola až do hlavní části Ligy mistrů UEFA 2024/2025, do které se bratislavské mužstvo dostalo poprvé ve své historii. V ligové fázi tehdy hrající se novým formátem se se spoluhráči střetli s týmy Manchester City FC (Anglie) - (prohra 0:4 doma), FC Bayern Mnichov (Německo) - (prohra 1:3 venku), Atlético Madrid (Španělsko) - (prohra 1:3 venku), AC Milán (Itálie) - (prohra 2:3 doma), GNK Dinamo Záhřeb (Chorvatsko) - (prohra 1:4 doma), Celtic FC (Skotsko) - (prohra 1:5 venku), VfB Stuttgart (Německo) - (prohra 1:3 doma) a Girona FC (Španělsko) - (prohra 0:2 venku) a v konečné tabulce složené ze všech mužstev postoupivších do ligové fáze skončili na 35. místě a do vyřazovací fáze nepostoupili. Celkem v tomto ročníku pohárové Evropy odehrál Marcelli 15 zápasů, v nichž dal jednu branku, konkrétně proti Milánu.
Svůj první ligový gól v sezoně vstřelil v úvodním kole, když v souboji s klubem KFC Komárno (výhra 4:1), když ve 43. minutě upravil na 2:1. Podruhé v ročníku v lize dal branku ve 13. kole v souboji s Podbrezovou (výhra 3:1), když v 67. minutě srovnával na průběžných 1:1. Svůj třetí gól v sezoně v lize dal 4. prosince 2024 v odvetě s Komárnem, když v 90. minutě zvyšoval na konečných 6:0. Na jaře 2025 vybojoval se Slovanem Bratislava po domácí výhře 4:3 nad celkem MŠK Žilina sedmý ligový titul v řadě.

## Klubové statistiky
Aktuální k 18. květnu 2025
| Sezona    | Klub                   | Soutěž    | Zápasy | Góly |
| --------- | ---------------------- | --------- | ------ | ---- |
| 2022/2023 | ŠK Slovan Bratislava B | 2. liga   | 16     | 3    |
| 2023/2024 | ŠK Slovan Bratislava   | Niké liga | 26     | 10   |
| 2024/2025 | ŠK Slovan Bratislava   | Niké liga | 29     | 3    |
| 2025/2026 | ŠK Slovan Bratislava   | Niké liga |        |      |

## Reprezentační kariéra
Nino Marcelli je mládežnickým reprezentantem Slovenska, nastupoval nebo stále ještě nastupuje za výběry do 15, 16, 19, 20 a 21 let. S kategorií U20 byl na MS tamního výběru. S kategorií do 21 let se představil na EURU 2025 konaném na Slovensku.